# Madison (film)
Pour plus de détails, voir Fiche technique et Distribution.
Madison est un film américain, sorti en 2001.

## Fiche technique
- Titre : Madison
- Réalisation : William Bindley
- Scénario : William Bindley et Scott Bindley
- Musique : Kevin Kiner
- Pays d'origine : États-Unis
- Genre : drame
- Date de sortie : 2001

## Distribution
- Jim Caviezel : Jim McCormick
- Jake Lloyd : Mike McCormick
- Mary McCormack : Bonnie McCormick
- Bruce Dern : Harry Volpi
- Paul Dooley : Mayor Don Vaughn
- Brent Briscoe : Tony Steinhardt
- Mark Fauser : Travis
- Reed Diamond : Skip Naughton
- Frank Knapp Jr. : Bobby Humphrey
- Chelcie Ross : Roger Epperson
- Byrne Piven : George Wallin
- Matt Letscher : Owen
- Kristina Anapau : Tami Johnson
- Vincent Ventresca : Walker Greif
- Cody McMains : Bobby Epperson
- Brie Larson : une fille
- John Mellencamp : Mike McCormick, le narrateur (voix originale)